# 萨潘语
萨潘语(内名：səpuar)是一种孟高棉语族语言，分布在Ban Sapuan村，距阿速坡约40km。Jacq & Sidwell (1999)为这门语言撰写了一份简要语法。Sidwell (2003)报告的使用人数少于1000人，Chazée (1999:93)给出的估计是480人。